# Chiesa di San Pantalon

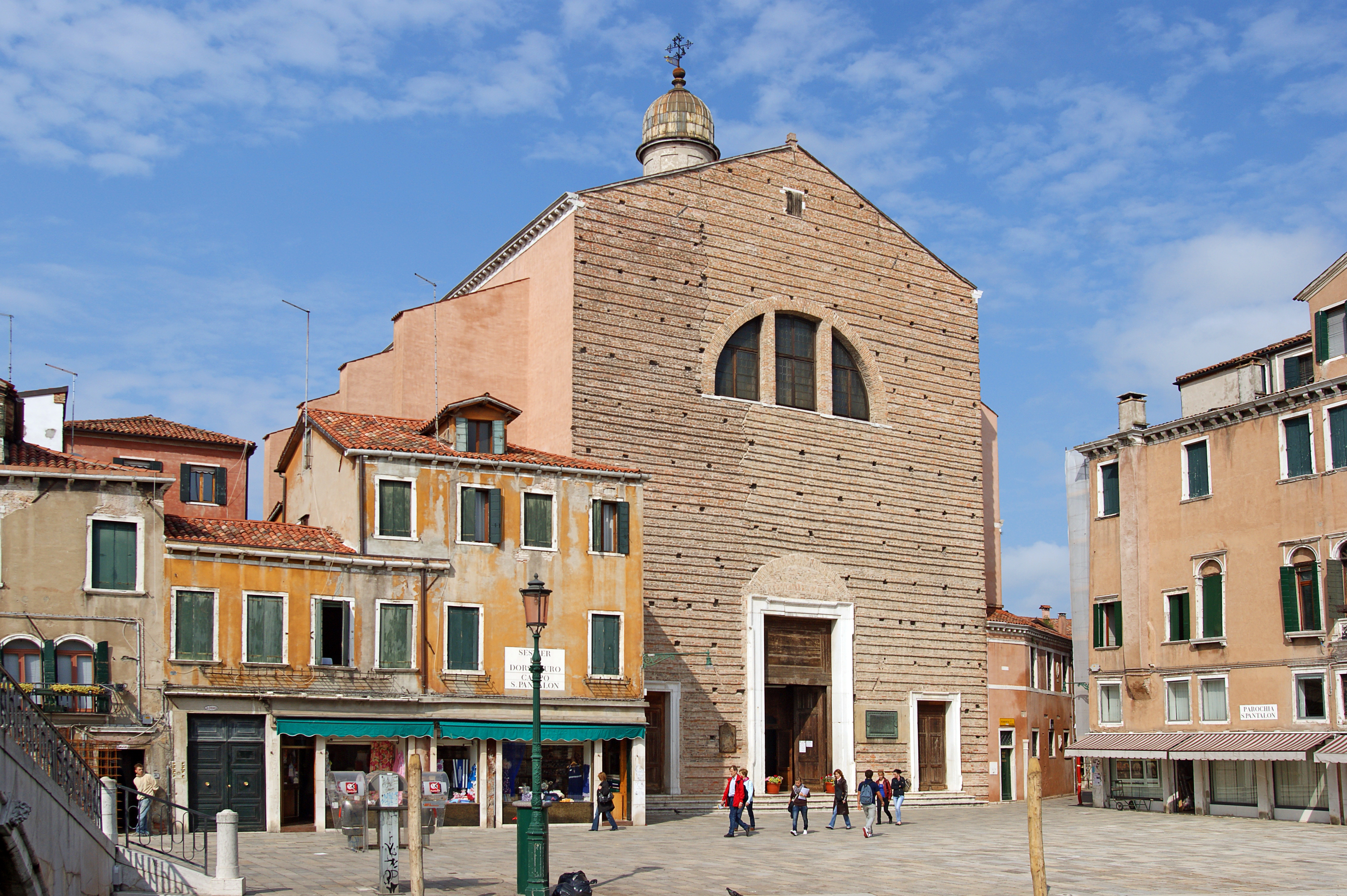
Onafgewerkte gevel van de Chiesa di San Pantalon

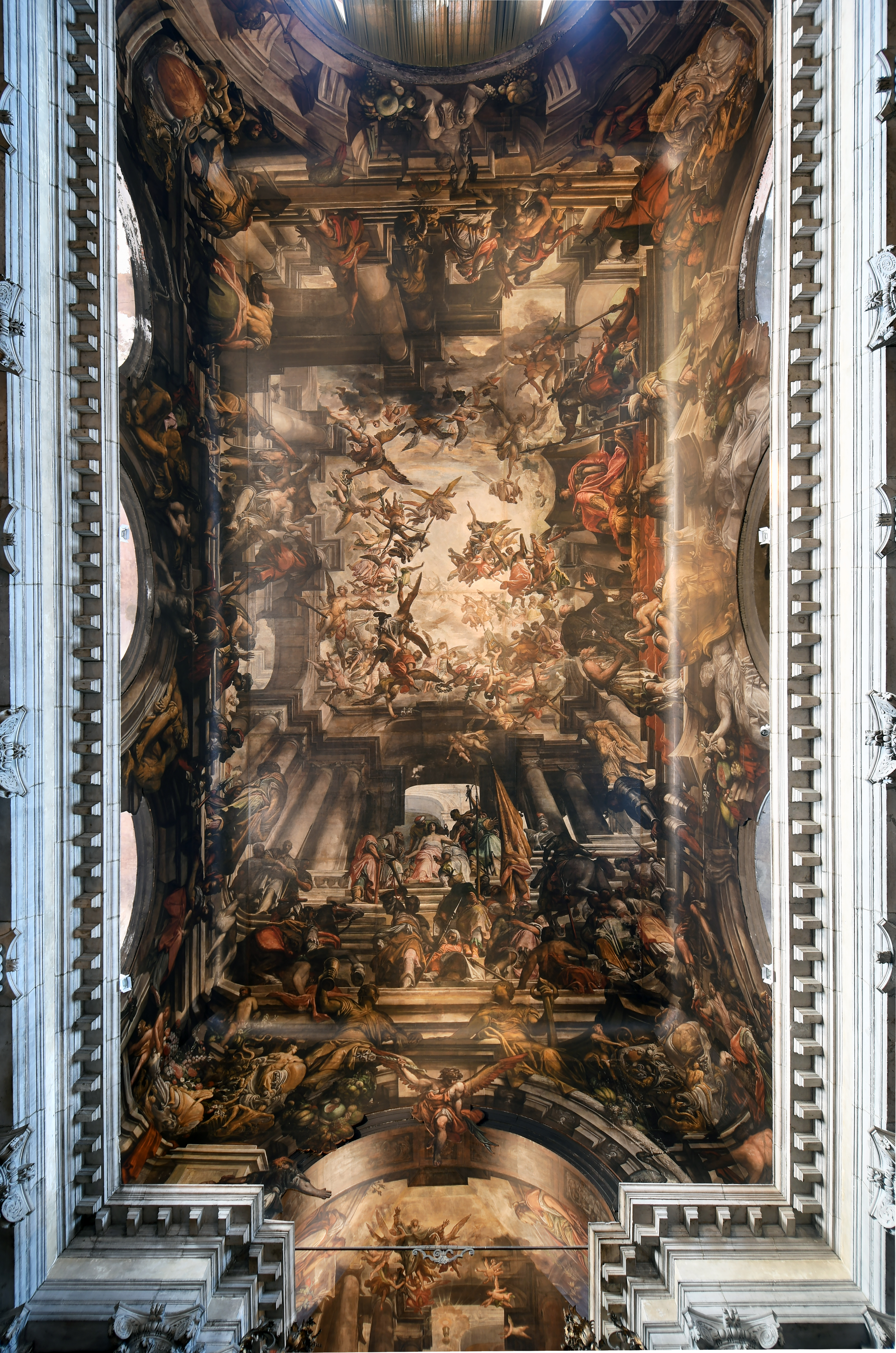
Martirio e gloria di san Pantaleone van Giovanni Antonio Fumiani

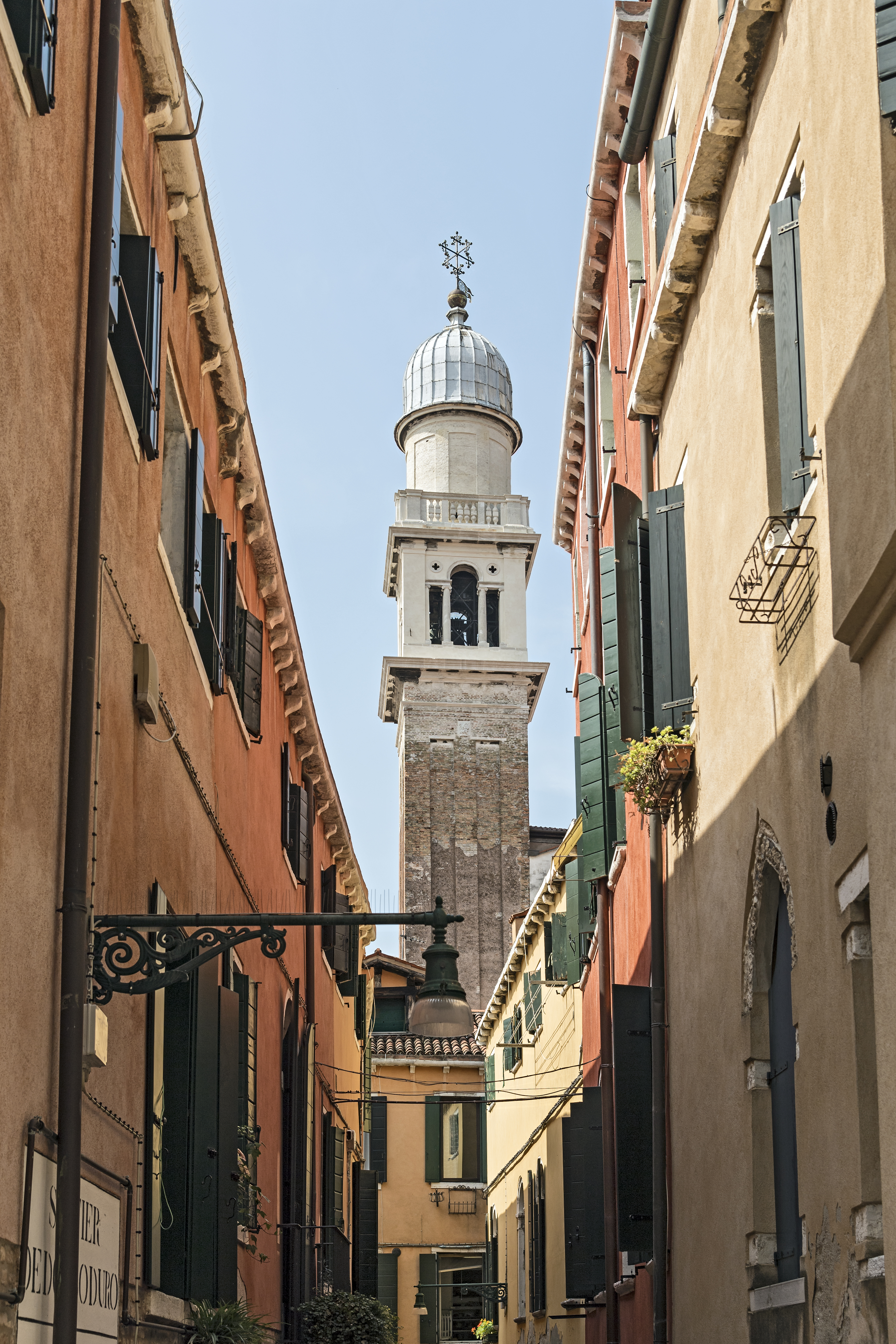
Campanile van de San Pantalon zoals gezien vanuit de Calle della Scuola

De Chiesa di San Pantalon, officieel de Chiesa di San Pantaleone Martire, is een katholieke kerk in de sestiere Dorsoduro in de Italiaanse stad Venetië. De kerk is gewijd aan San Pantalón, de Venetiaanse naam van de martelaar Pantaleon. De heilige Pantaleon van Nicomedia in Bithynië heeft altijd een bijzondere devotie door de Venetianen genoten.

## Geschiedenis
Op de plaats waren, minstens sinds 1161, al eerdere kerkgebouwen gevestigd. De huidige kerk werd gebouwd tussen 1684 en 1704, naar plannen van de architect Francesco Comin uit Treviso. Hij besloot de lengteas van de nieuwe kerk negentig graden te draaien ten opzichte van de positionering van de afgebroken kerk, zodat de gevel direct op het plein Campo di San Pantalon gericht was. De positie en oriëntatie van de vorige kerk kan afgeleid worden uit de geschetste Venetiaanse plannen van Jacopo de'Barbari uit 1500. 
De kerk werd ingewijd in 1745 door patriarch Alvise Foscari.
De voorgevel bleef onafgewerkt. Plannen voor een marmeren gevelbekleding werden niet uitgevoerd, mogelijk om financiële redenen.
De kerk is vooral gekend door het schilderij Martirio e gloria di san Pantaleone tegen het plafond van het schip. De Italiaanse kunstschilder Giovanni Antonio Fumiani werkte ononderbroken aan het stuk van 1680 tot 1704. Het is geen fresco maar een schilderij op doek met olieverf, op een gigantisch doek van 443 vierkante meter. Er worden gelijkenissen opgemerkt met de Triomf van Ignatius, een fresco afgewerkt in 1685 door Andrea Pozzo tegen het plafond van de Sant'Ignazio di Loyola in Campo Marzio te Rome. 
Een ander opmerkelijk schilderij in de San Pantalon is het San Pantalon che risana un fanciullo, het laatste kunstwerk gecreëerd door Paolo Veronese in 1587. In de cappella del Sacro Chiodo hangt de l'Incoronazione della Vergine van Antonio Vivarini en Giovanni d'Alamagna uit 1444 en de Annunciazione, gedateerd rond het midden van de 14e eeuw van Paolo Veneziano.